# Sultano di Johor

Stendardo del sultano.

Sultano di Johor è il titolo del sovrano costituzionale di Johor, uno dei tredici Stati della Malaysia.
In passato il sultano manteneva il potere assoluto sugli affari di Stato ed era consigliato da un bendahara. Al giorno d'oggi, il ruolo del bendahara è stato ripreso dal ministro capo.

## Storia
Il primo sultano di Johor fu Alauddin Riayat Shah II. Era il figlio di Mahmud Shah, ultimo sultano di Malacca. La dinastia originaria dal sultanato di Malacca si estinse alla morte di Mahmud Shah II nel 1699. Il trono fu ereditato da Abdul Jalil IV. Quest'ultimo ricopriva il ruolo di bendahara prima della morte del sultano.
Anche se Johor è stata governata da almeno venti sultani, il primo sultano moderno di Johor (appartenente alla dinastia Temenggong) fu Abu Bakar che regnò dal 1862 al 1895. Fu la prima persona dalla famiglia Temenggung a diventare sultano nella Johor. Il padre, Temenggong Tun Ibrahim era riuscito a consolidare il suo potere tanto da riuscire a deporre il sultano Ali che morì nel 1877.

## Elenco

### Dinastia di Malacca-Johor
| N. | Nome                       | Immagine | Inizio regno     | Fine regno       |
| -- | -------------------------- | -------- | ---------------- | ---------------- |
| 1  | Alauddin Riayat Shah II    |          | 1528             | 1564             |
| 2  | Muzaffar II                |          | 1564             | 1570             |
| 3  | Abdul Jalil Shah I         |          | 1570             | 1571             |
| 4  | Ali Jalla Abdul Jalil Shah |          | 1571             | 1597             |
| 5  | Alauddin Riayat Shah III   |          | 1597             | 1615             |
| 6  | Abdullah Ma'ayat Shah      |          | 1615             | 1623             |
| 7  | Abdul Jalil Shah III       |          | 1623             | 1677             |
| 8  | Ibrahim Shah               |          | 1677             | 16 febbraio 1685 |
| 9  | Mahmud II                  |          | 16 febbraio 1685 | 3 settembre 1699 |

### Dinastia Bendahara
| N. | Nome                | Immagine | Inizio regno     | Fine regno |
| -- | ------------------- | -------- | ---------------- | ---------- |
| 10 | Abdul Jalil Shah IV |          | 3 settembre 1699 | 1718       |

### Dinastia di Malacca-Johor
| N. | Nome                    | Immagine | Inizio regno | Fine regno |
| -- | ----------------------- | -------- | ------------ | ---------- |
| 11 | Abdul Jalil Rahmat Shah |          | 1718         | 1721       |

### Dinastia Bendahara
| N. | Nome                      | Immagine | Inizio regno     | Fine regno       |
| -- | ------------------------- | -------- | ---------------- | ---------------- |
| 12 | Sulaiman Badrul Alam Shah |          | 1721             | 20 agosto 1760   |
| 13 | Abdul Jalil Muazzam Shah  |          | 20 agosto 1760   | 29 gennaio 1761  |
| 14 | Ahmad Riayat Shah         |          | 29 gennaio 1761  | 1770             |
| 15 | Mahmud Shah III           |          | 1770             | 12 gennaio 1811  |
| 16 | Abdul Rahman Muazzam Shah |          | 14 gennaio 1811  | 6 gennaio 1819   |
| 17 | Hussein Shah              |          | 6 gennaio 1819   | 2 settembre 1835 |
| 18 | Ali Iskandar              |          | 2 settembre 1835 | 10 marzo 1855    |

### Dinastia di Temenggong
| N. | Nome        | Immagine | Inizio regno  | Fine regno      |
| -- | ----------- | -------- | ------------- | --------------- |
| 19 | Tun Ibrahim |          | 10 marzo 1855 | 31 gennaio 1862 |

#### Dinastia di Temenggong moderna
| N. | Nome                | Nome | Regno           | Regno           | Note |
| N. | Nome                | Nome | Inizio          | Fine regno      | Note |
| -- | ------------------- | ---- | --------------- | --------------- | ---- |
| 20 | Abu Bakar al-Khalil |      | 2 febbraio 1862 | 4 giugno 1895   |      |
| 21 | Ibrahim al-Masyhur  |      | 4 giugno 1895   | 8 maggio 1959   |      |
| 22 | Ismail al-Khalidi   |      | 8 maggio 1959   | 10 maggio 1981  |      |
| 23 | Iskandar al-Haj     |      | 11 maggio 1981  | 22 gennaio 2010 |      |
| 24 | Ibrahim Iskandar    |      | 23 gennaio 2010 | in carica       |      |